# Reingard Grabherr
Reingard Grabherr (* 3. November 1964 in Wien) ist eine österreichische Wissenschaftlerin, Biotechnologin und Virologin.

## Leben
Nach der Matura am Sacré Coeur Pressbaum studierte Reingard Grabherr an der Universität für Bodenkultur Wien (BOKU). 1989 erhielt sie ein Stipendium an der University of Nebraska-Lincoln, USA und 1998 das APART Stipendium der Österreichischen Akademie der Wissenschaften. Im Fachbereich Lebensmittel- und Biotechnologie promovierte sie 1992 und habilitierte 2002 im Bereich Angewandte Virologie.
Reingard Grabherr arbeitet an der BOKU Wien als Professorin sowie Abteilungsleiterin für Molekulare Biotechnologie.
Sie ist Mitarbeiterin in wissenschaftlichen Gesellschaften, z. B. der österreichischen Gentechnikkommission, des Wissenschaftlichen Ausschusses für gentechnische Arbeiten im geschlossenen Raum sowie der Internationalen Gesellschaft für Proteinexpression. Bis 2019 war sie Präsidentin der Österreichischen Gesellschaft für Systembiologie. Weiters fungiert sie als Mitherausgeberin und Fachgutachterin wissenschaftlicher Zeitschriften.
2014 wurde Reingard Grabherr mit dem Houskapreis ausgezeichnet und 2019 wurde sie zur BOKU Erfinderin des Jahres gekürt.
Im Rahmen ihrer wissenschaftlichen Arbeit ist Reingard Grabherr an der Forschung zum Coronavirus beteiligt.
Grabherr lebt in Niederösterreich.

## Auszeichnungen/Stipendien
- 1989: Stipendium an der University of Nebraska-Lincoln
- 1998: APART (Austrian Programme for Advanced Research and Technology) Stipendium der Österreichischen Akademie der Wissenschaften
- 2006: Houska-Anerkennungspreis der BA-CA Privatstiftung
- 2007: Science2business Anerkennungspreis
- 2008: Science2business Anerkennungspreis
- 2014: Houskapreis
- 2014: Goldenes Verdienstzeichen der Stadtgemeinde Pressbaum[7]
- 2019: BOKU Erfinderin des Jahres
- 2020: Nominierung Österreicherin des Jahres